# Эль-Джумалия (муниципалитет)
Эль-Джумалия (араб. الجميلية‎) — бывший второй по площади муниципалитет Катара, находящийся на востоке страны. В 2004 году вошёл в состав Эр-Райяна.
С запада Эль-Джувария омывается водами Персидского залива. Имеет сухопутные границы с муниципалитетами:
- Эль-Гувария — на севере
- Эль-Хор — на северо-востоке
- Эр-Райян — на юго-востоке
- Умм-Салаль — на востоке
- Джариян-эль-Батна — на юге